# Governatorato di Rjazan'
Il governatorato di Rjazan' (in russo Рязанская губерния?) era una gubernija dell'Impero russo e uno stato storico. Il capoluogo era Rjazan'. Istituita nel 1796, venne soppressa nel 1929, in epoca sovietica.